# Washington, Kansas
Washington är administrativ huvudort i Washington County i delstaten Kansas. Enligt 2010 års folkräkning hade Washington 1 131 invånare.